# Luftskepp

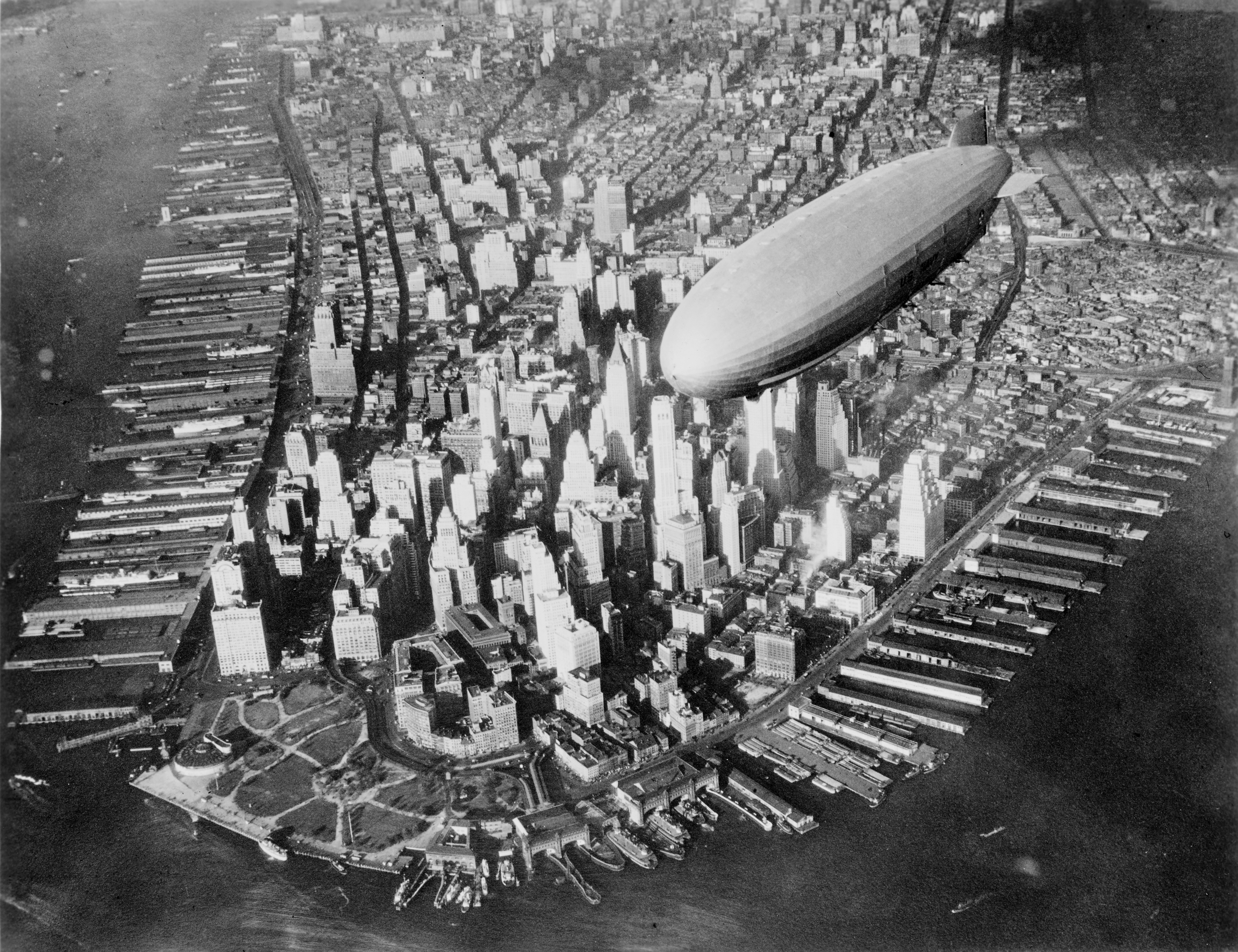
Amerikanska hangar-luftskeppet USS Akron (ZRS-4) över Manhattan tidigt 1930-tal.

Luftskepp är ett samlingsnamn för en grupp av luftfarkoster som är lättare än luft, och därmed en typ av aerostat. Till skillnad från flygplan eller helikoptrar, som med kraftiga motorer som driver propellrar, eller jetmotorer, och vingar skapar lyftkraft, även kallade aerodyner, flyger ett luftskepp med hjälp av Arkimedes antika princip om att väga mindre än den luftmassa som luftskeppets kropp pressar undan. Detta gör att även mycket stora luftskepp, med en massa på flera hundra ton, fortfarande väger mindre än luft och alltså flyger utan att det kräver någon tillförd energi. För att få ett luftskepp att väga mindre än luft, fyller man det med gas som har låg densitet, en så kallad lyftgas. Främst har vätgas eller helium använts, men varmluft och kolväteföreningar har också testats. Normalt skiljer man luftskepp och varmluftsballonger åt, även om de grundläggande fysikaliska principerna om att vara lättare än luft är desamma. I ett luftskepp sitter man heller inte i en korg, utan passagerare och lastutrymmen har historiskt sett oftast varit inrymda i själva flygkroppen.

## Historik
De första försöken med maskindriven styrbar luftballong utfördes 1852 av fransmannen Henri Giffard. 1884 lyckades fransmännen Charles Renard och Arthur Constantin Krebs med luftskeppet La France genomföra en luftfärd där skeppet återvände och landade på startplatsen. La France var försedd med en elektrisk motor om 9 hästkrafter och kunde uppnå en hastighet av 20 kilometer i timmen.
Luftskeppen förbättrades därefter av David Schwarz, Alberto Santos-Dumont och bröderna Lebaudy. 1898-1900 byggde Ferdinand von Zeppelin det första luftskeppet enligt det helstela systemet, Zeppelin LZ 1, vilken kom att stå modell för de därefter konstruerade systemet, de så kallade zeppelinarna.
Under första världskriget byggdes nära hundra tyska zeppelinare som bland annat användes för bombning av London. De mjuka luftskeppen utexperimenterades av tyska August von Parseval och byggdes främst för reklamändamål bland annat flög en Parseval-Naatz PN 29 under Stockholmsutställningen 1930. Enda landningen av en zeppelinare i Sverige utfördes 1919 av LZ 120 Bodensee.
De hade sin storhetstid under 1920- och 30-talen då de gick i reguljär trafik mellan Europa, Nord- och Sydamerika. Det vid sidan av Hindenburg mest kända luftskeppet, Graf Zeppelin, väckte enorm uppmärksamhet när det 1929 flög jorden runt. Flygturen gick från Lakehurst, New Jersey i USA, över Atlanten, till Friedrichshafen och Berlin i Tyskland. Därefter flög skeppet vidare österut över ryska Sibirien till Tokyo i Japan, en sträcka över 11 000 km, och den längsta non-stopflygning som dittills gjorts. Därefter gjorde skeppet ytterligare en bravur med historiens första non-stopflygning över Stilla Havet från Japan till San Francisco i USA, innan det fortsatte söderut till Los Angeles. Skeppet korsade det amerikanska fastlandet och flög över Chicago innan det slutligen var tillbaka i Lakehurst. Hela flygturen på 31 400 km tog ganska exakt 12 dagar.
Graf Zeppelin var världens mest framgångsrika luftskepp och var i trafik 1928-1937. Det gjorde totalt 590 flygningar varvid det var i luften 17 177 timmar och det korsade bland annat Atlanten 139 gånger. Ingen passagerare med Graf Zeppelin skadades eller dödades. Luftskeppet skrotades 1940 på order av Göring.
Storhetstiden fick ett abrupt slut mot slutet av 30-talet, och det var i huvudsak två händelser som ledde fram till detta. Den ena var när det tyska luftskeppet Hindenburg fattade eld vid Lakehurst Naval Air Station, New Jersey, och 36 av de 97 ombord omkom. Hindenburg gick i reguljär persontrafik över Atlanten under 1936-1937 och de spektakulära scenerna när det vätgasfyllda skeppet fattade eld gav luftskeppen under lång tid ett dåligt rykte. Det ska dock noteras att fram till Hindenburgkatastrofen hade tyska civila luftskepp från 1910 och framåt gjort 2 300 flygningar utan att en enda passagerare dödats i någon olycka. Den andra händelsen var krigsutbrottet som omöjliggjorde persontrafik mellan många länder såsom den med Hindenburg mellan Tyskland och USA. När andra världskriget var över hade konventionella flygplan hunnit ikapp utvecklingen och erbjöd snabbare flygförbindelser och uppfattades som betydligt säkrare.

## Konstruktionstyper

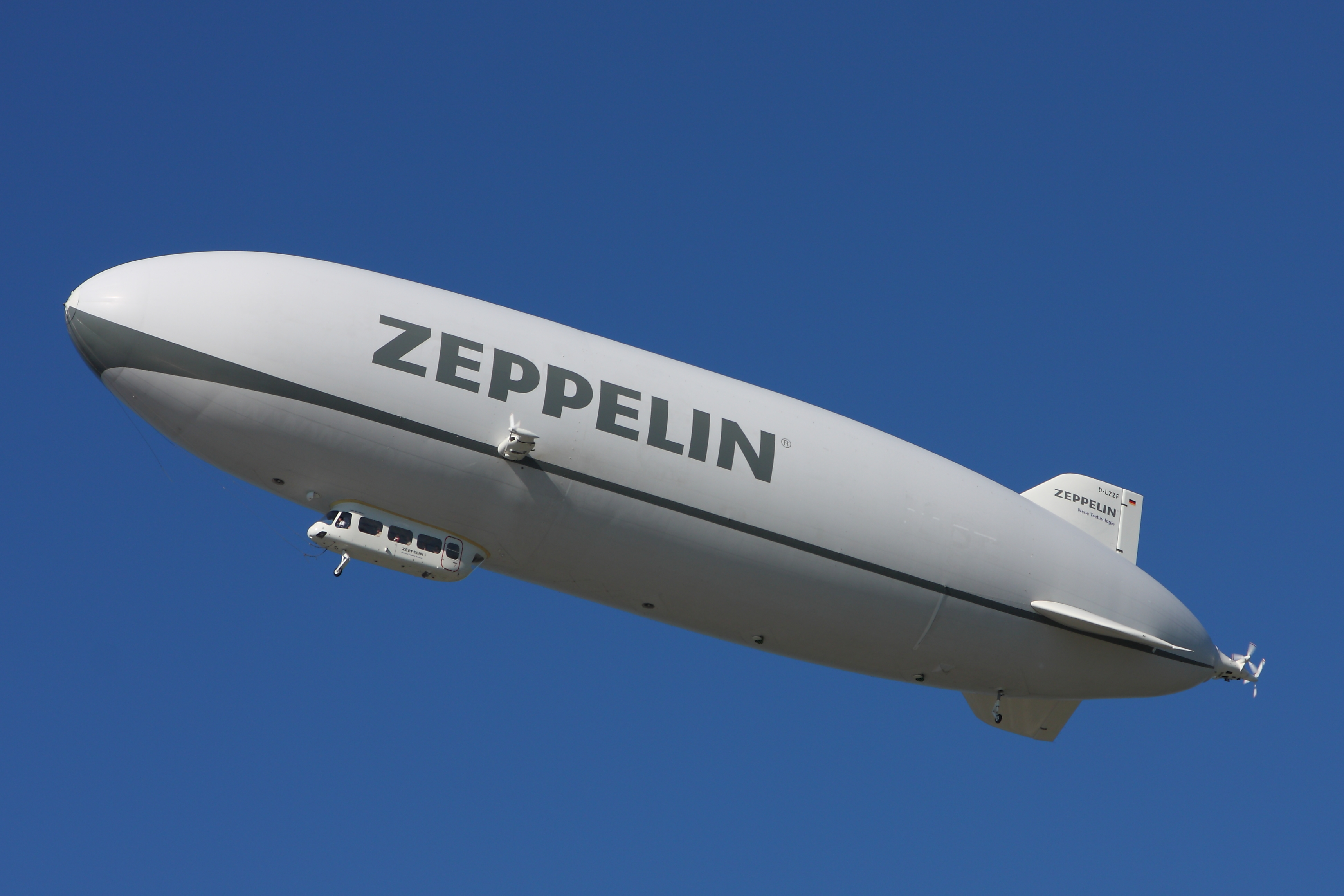
Halvstelt luftskepp av typen Zeppelin NT

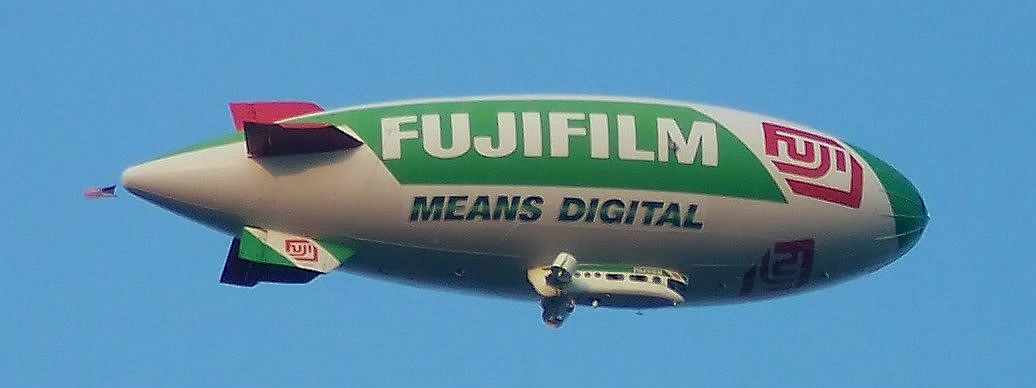
I dag finns några tiotal luftskepp i bruk, mest för reklam eller begränsad sightseeing-trafik. Luftskepp utan inre skelett kallas också blimp

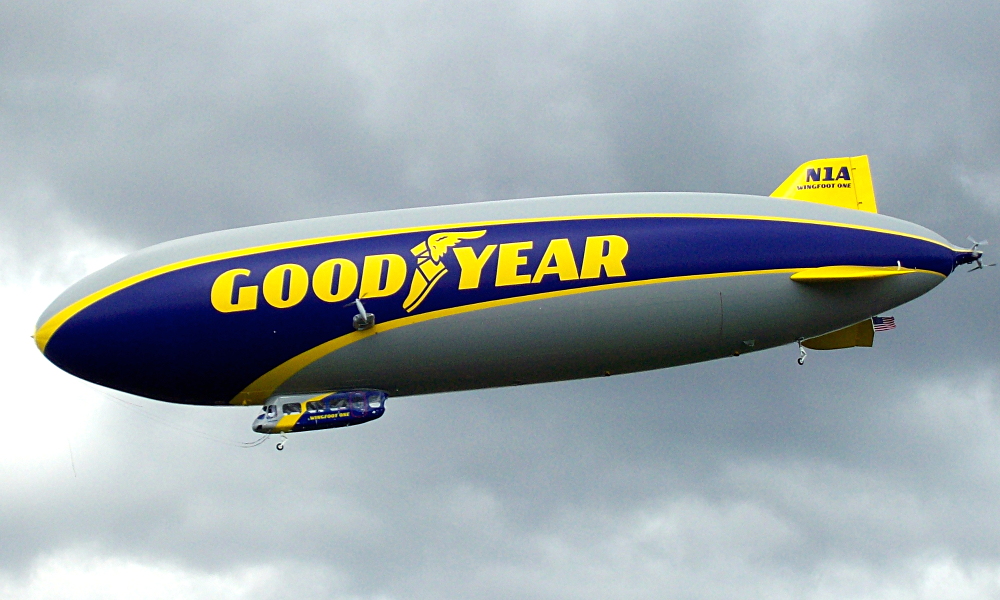
Wingfoot One (N1A), ett halvstelt luftskepp av typen Zeppelin NT, byggt av Zeppelin Luftschifftechnik GmbH

I huvudsak finns det två olika slags luftskepp, stela och mjuka och idag är det nästan enbart mjuka luftskepp, så kallade blimpar, som används. Stela luftskepp är samma sak som Zeppelinare, uppkallade efter greven Ferdinand von Zeppelin, och är alltså uppbyggda kring ett fast ramverk som håller upp hela skeppet. En Zeppelinare är alltså inte en mjuk gasballong, vilket många felaktigt leds att tro, utan en stel konstruktion som behåller formen även när den inte är fylld med lyftgas. Så fungerar däremot inte de mjuka  blimpar som idag är populära som TV- och reklamplattformar vid stora idrottsevenemang i framförallt USA.
Ibland används även benämningen halvstela luftskepp om skepp som har en i varierande grad fast nedre plattform påbyggd med en mjuk övre gasfylld del som förlorar sin form när den töms på gas. Den typen av skepp är något vanligare i Europa och erbjuder nöjesturer eller används i forskningssyfte. Historiska exempel på dessa är luftskeppen Norge och Italia, vilka användes vid forskningsexpeditioner till nordpolsområdet under 1920-talet. Moderna, halvstela luftskepp av typen Zeppelin NT, som har en styvare inre struktur än de historiska, byggs idag av Zeppelin Luftschifftechnik GmbH. Zeppelinare, stela luftskepp som korsar världshaven, finns inte idag.

## Prestanda
Luftskepp som Graf Zeppelin och Hindenburg fylldes med vätgas, vilket utgör en risk då vätgas, till skillnad från helium, är mycket brandfarligt och i rätt luftblandning till och med kan vara explosivt. Riskerna med vätgas var redan då väl kända, men tillgången till helium var begränsad. Världens då enda heliumproducent, USA, vägrade att exportera gasen till Tyskland, eftersom man misstänkte att luftskeppen skulle användas i militärt syfte. Därför kom de tyska luftskeppen att fyllas med den betydligt billigare och lättåtkomligare vätgasen. Amerikanska luftskepp vid denna tidpunkt var däremot fyllda med helium.
Idag är tillgången till helium god, även om priset fortfarande är högt. Skillnaden i lyftkraft mellan vätgas och helium är – bortsett från tillgänglighet och risk – inte särskilt stor. Ett vätgasfyllt luftskepp har en lyftkraft som är ungefär 8 % högre än helium. 
En kubikmeter helium ger en lyftkraft på över tio newton under normalt tryck vid jordytan, den kraft som behövs för att lyfta ett kg. Luftskeppet Hindenburg rymde 200 000 kubikmeter av den lättare vätgasen, vilket gav skeppet en lyftkraft på närmare 2,2 miljoner newton, den kraft som krävs för att lyfta 220 ton. Av denna lyftkraft krävdes ungefär hälften för skeppets egen konstruktion, skeppet kunde alltså lyfta lite över 110 ton passagerare och last. 
Passagerarna sov i hytter och serverades mat i skeppets restaurang. Upp till 72 passagerare betjänades av ett 40-tal besättningsmän.
Hindenburgs toppfart var 135 km/h, toppnoteringarna för andra luftskepp från samma tidsepok ligger på drygt 140 km/h.
År 1957 flög ett mindre, halvstelt amerikanskt militärt luftskepp från USA till Västeuropa, ned till nordvästra Afrika och över till USA igen utan att tanka, en sträcka på över 15 000 km, varvid det var i luften oavbrutet i 11 dygn och 14 minuter.

## Framtiden
På senare tid har intresset för luftskepp ökat. Luftskepp gör av med betydligt mindre bränsle, har längre räckvidd, flyger lägre och tystare, kräver inga flygplatser och kan erbjuda större komfort för sina passagerare än konventionella flygplan. Ur miljösynpunkt är det ett klart överlägset alternativ jämfört med konventionella flygplan. Dess två största nackdelar är dess enorma storlek och den begränsade toppfarten.
Flera projekt har dragits igång de senaste decennierna med målsättningen att bygga stora skepp med lyftkapacitet på flera hundra ton. Intresset har inte minst vuxit hos den amerikanska krigsmakten, då luftskepp har potential att lyfta stridsklara förband in i en krigszon utan behov av vare sig hamnar eller flygplatser.